# محلچاری
محلچاری (به لاتین: Mahalchhari ) یک منطقهٔ مسکونی در بنگلادش است که در ناحیه کاگراچاری واقع شده‌است. محلچاری ۲۴۸٫۶۴ کیلومتر مربع مساحت و ۳۲٬۶۰۹ نفر جمعیت دارد.